# Paracandona euplectella
Paracandona euplectella är en kräftdjursart som först beskrevs av D. Robertson 1889.  Paracandona euplectella ingår i släktet Paracandona och familjen Candonidae. Inga underarter finns listade i Catalogue of Life.